# Блинов, Филипп Акимович
Филипп Акимович Блинов (11 октября 1898 года, хут. Сосновка, Глазовский уезд, Вятская губерния — 1 мая 1979 года, Ростов-на-Дону) — советский военный деятель, генерал-майор (27 июня 1945 года).

## Начальная биография
Филипп Акимович Блинов родился 11 октября 1898 года в хуторе Сосновка Глазовского уезда Вятской губернии.
Окончил Глазовское начальное училище.

## Военная служба

### Первая мировая и гражданская войны
7 февраля 1917 года призван в Русскую императорскую армию и направлен в 154-й запасной полк, откуда с маршевой ротой направлен в Декмерский 733-й пехотный полк в составе 184-й пехотной дивизии, после чего рядовым принимал участие в боевых действиях в районе Риги и Двинска на Северном фронте. В том же году рядовой Ф. А. Блинов избран секретарем ротного комитета. В ходе Октябрьской революции, находясь в армейском резерве во Ржеве, в составе добровольческого отряда от полка участвовал в действиях против польских легионеров. После демобилизации в апреле 1918 года вернулся на родину.
15 октября 1918 года призван в ряды РККА и направлен в команду конных разведчиков 37-го стрелкового полка (5-я стрелковая дивизия), и затем служил пулемётчиком и писарем штаба полка и принимал участие в боевых действиях на Восточный фронт от Казани до реки Тобол против войск под командованием адмирала А. В. Колчака.
В октябре 1919 года Ф. А. Блинов направлен на учёбу на 1-е Сибирские кавалерийские курсы в Омске. Курсантом в составе сводного кавалерийского дивизиона Омского гарнизона участвовал в боевых действиях против бандформирования под командованием Рогова на территории Томской губернии. После окончания курсов в августе 1920 года назначен порученцем при инспекторе кавалерии 5-й армии, однако уже в сентябре переведён на должность командира взвода в интернациональный добровольческий отряд, который после передислокации на Южный фронт включён в состав Отдельной интернациональной кавалерийской бригады, а с ноября исполнял должность адъютанта 1-го кавалерийского полка в составе той бригады. Принимал участие в боевых действиях против войск под командованием генерала П. Н. Врангеля и вооружённых формирований под руководством Н. И. Махно на территории Таврической и Екатеринославской губерний. После демобилизации мадьяров, составляющих костяк бригады, её остатки в марте 1921 года были включены в 9-ю Крымскую кавалерийскую дивизию, а Ф. А. Блинов был назначен на должность командира эскадрона в составе 53-го кавалерийского полка, после чего участвовал в боях против вооружённых формирований под руководством Ю. Тютюнника и Левченко на территории Киевской губернии, а также Винницкого и Гайсинского уездов Подольской губернии.

### Межвоенное время
В ноябре 1924 года Ф. А. Блинов направлен на учёбу на отделение среднего комсостава кавалерийских курсов при Ленинградской высшей кавалерийской школе, после окончания которого в сентябре 1925 года вернулся в 53-й кавалерийский полк (9-я Крымская кавалерийская дивизия), в составе которого служил на должностях командира эскадрона, начальника школы младшего комсостава, помощника командира и врид командира полка.
В период с октября 1932 по июль 1933 года учился на военно-ремонтных курсах усовершенствования командного состава РККА.
С апреля 1935 года исполнял должность председателя временной ремонтной комиссии при штабе Украинского военного округа, но в январе 1936 года вновь вернулся 53-й кавалерийский полк, в котором служил помощником командира и врид начальника штаба полка.
В октябре 1937 года майор Ф. А. Блинов назначен на должность командира 10-го кавалерийского полка в составе 23-й кавалерийской дивизии, а в апреле 1938 года — на должность помощника командира 32-й кавалерийской дивизии (Киевский Особый военный округ), дислоцировавшейся в городе Проскуров.
26 июля 1939 года отозван в Москву, после чего находился в распоряжении отдела спецзаданий Генштаба РККА и вскоре направлен в командировку в Монгольскую Народную Республику.

### Великая Отечественная война
С началом войны продолжил находиться в Монголии.
В августе 1943 года полковник Ф. А. Блинов отозван в Главное управление кадров НКО СССР и назначен командиром 59-й отдельной кавалерийской дивизии (Забайкальский фронт). В январе 1944 года зачислен в распоряжение командующего кавалерией Красной армии и вскоре направлен на учёбу на ускоренный курс Высшей военной академии имени К. Е. Ворошилова, после окончания которого назначен на должность заместителя командира 1-й гвардейской кавалерийской дивизии, которая вскоре принимала участие в ходе Львовско-Сандомирской и Карпатско-Дуклинской операций. С 1 ноября 1944 года дивизия находилась в резерве 1-го Украинского фронта и в середине января 1945 года была передислоцирована на сандомирский плацдарм, после чего участвовала в Висло-Одерской, Сандомирско-Силезской, Верхнесилезской и Нижнесилезской наступательных операциях. В марте полковник Ф. А. Блинов назначен на должность командира этой же дивизии, которая вскоре принимала участие в ходе Берлинской и Пражской наступательных операций.

### Послевоенная карьера
10 мая 1945 года 1-я гвардейская кавалерийская дивизия передислоцирована в Хемниц, в июле — в Венгрию, а в сентябре — в Прикарпатский военный округ, где в течение двух месяцев вела боевые действия против вооружённых формирований украинских националистов. В декабре дивизия передислоцирована в Уфу (Южно-Уральский военный округ), где в июле 1946 года расформирована, а генерал-майор Ф. А. Блинов в августе того же года назначен на должность командира 24-й стрелковой бригады (Западно-Сибирский военный округ).
В феврале 1950 года направлен на учёбу на курсы усовершенствования командиров стрелковых дивизий при Военной академии имени М. В. Фрунзе, после окончания которых в июне 1951 года назначен на должность командира 19-й горнострелковой дивизии (12-й горнострелковый корпус, Северо-Кавказский военный округ).
В мае 1954 года направлен в командировку в Румынскую Народную Республику, где служил военным советником командира армейского корпуса Румынской армии, а после возвращения в СССР с марта 1955 года был начальником военной кафедры Ставропольского сельскохозяйственного института.
Генерал-майор Филипп Акимович Блинов 8 января 1958 года вышел в запас. Умер 1 мая 1979 года в Ростове-на-Дону. Похоронен на Северном кладбище города.

## Награды
- Орден Ленина (21.02.1945);
- Четыре ордена Красного Знамени (23.02.1943, 03.11.1944, 11.06.1945, 20.06.1949);
- Орден Суворова 2 степени (29.05.1945);
- Орден Отечественной войны 1 степени (20.09.1944);
- Медали.

Иностранные награды, в том числе
- Орден Красного Знамени (Монгольская Народная Республика).